# غريغور كليمنس
غريغور كليمنس (بالألمانية: Gregor Clemens)‏ هو مصمم أزياء ألماني، ولد في 26 يونيو 1982.